# Saint-Dié-des-Vosges
Saint-Dié-des-Vosges (avagy a köznapi szóhasználatban Saint-Dié) város Franciaország északkeleti részén, Épinaltól északkeletre. A várost az 1757-es nagy tűzvész után egységes stílusban építették újjá, főleg vörös homokkőből.

## Földrajza
A Vogézek nyugati részén található.

## Története
Saint-Die (Deodatum, Theodata, S. Deodati Fanum) egy kolostor körül nőtt ki, amelyet a 7. században alapított Nevers-i Szent Deodatus, aki püspöki hivatalát feladva ide vonult vissza.
Martin Waldseemüller 1507-ben itt írta Cosmographiae Introductio című könyvét, amely világtérképet is tartalmazott. Ezen a térképen szerepel először az akkor újonnan felfedezett kontinens „Amerika”. A Cosmographiae Introductio kiadásának emlékére 1990 óta kétévente megrendezik Saint-Diében a földrajztudomány fesztiválját.

## Népesség
| 1962   | 1968   | 1975   | 1982   | 1990   | 1999   |
| ------ | ------ | ------ | ------ | ------ | ------ |
| 23 108 | 25 117 | 25 423 | 23 759 | 22 635 | 22 569 |

## Látnivalók
- Székesegyház
- Szent Martin templom
- Szent Roch kápolnája
- Pierre-Noël Múzeum
- Claude et Duval gyár (építész Le Corbusier)
- Kelta tábor (fr. Camp celtique de la Bure)

## Egyéb
A Henri Poincaré Egyetem (Nancy): Technológiai Intézet
- Elektrotechnika
- Elektronika
- Informatika
- Internet

## Sport
- Géoparc

## Hírességek
- Jules Ferry (1832-1893) politikus, a városban szobra is van
- Yvan Goll (1891-1950) költő

## Galéria

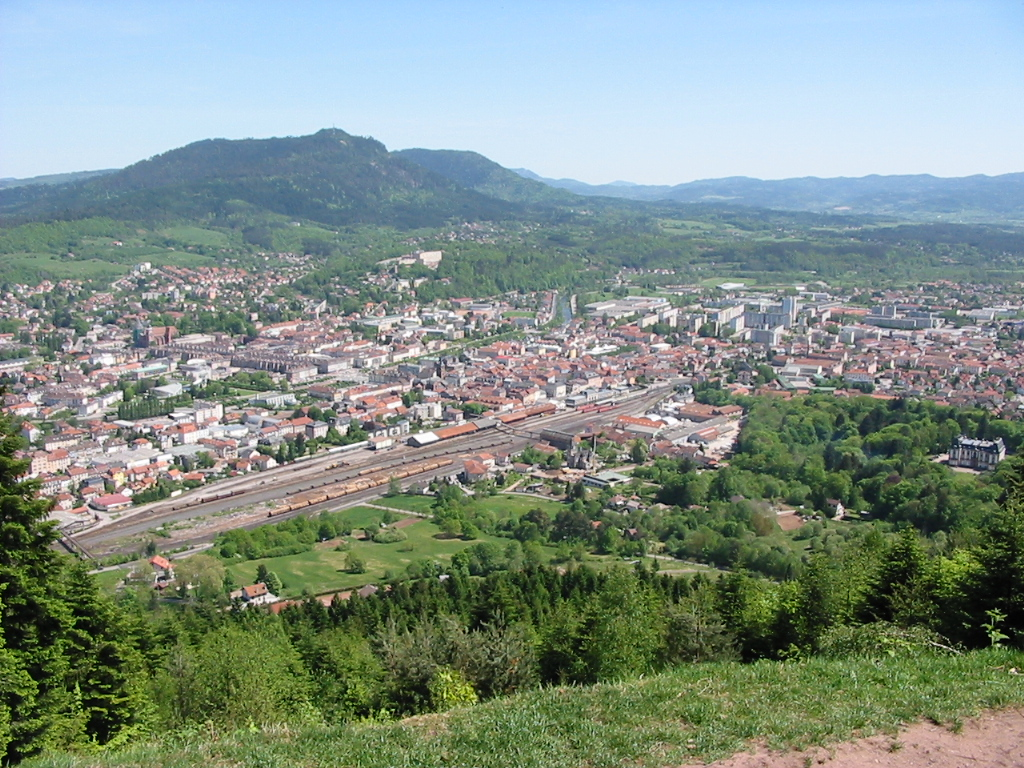
Panoráma
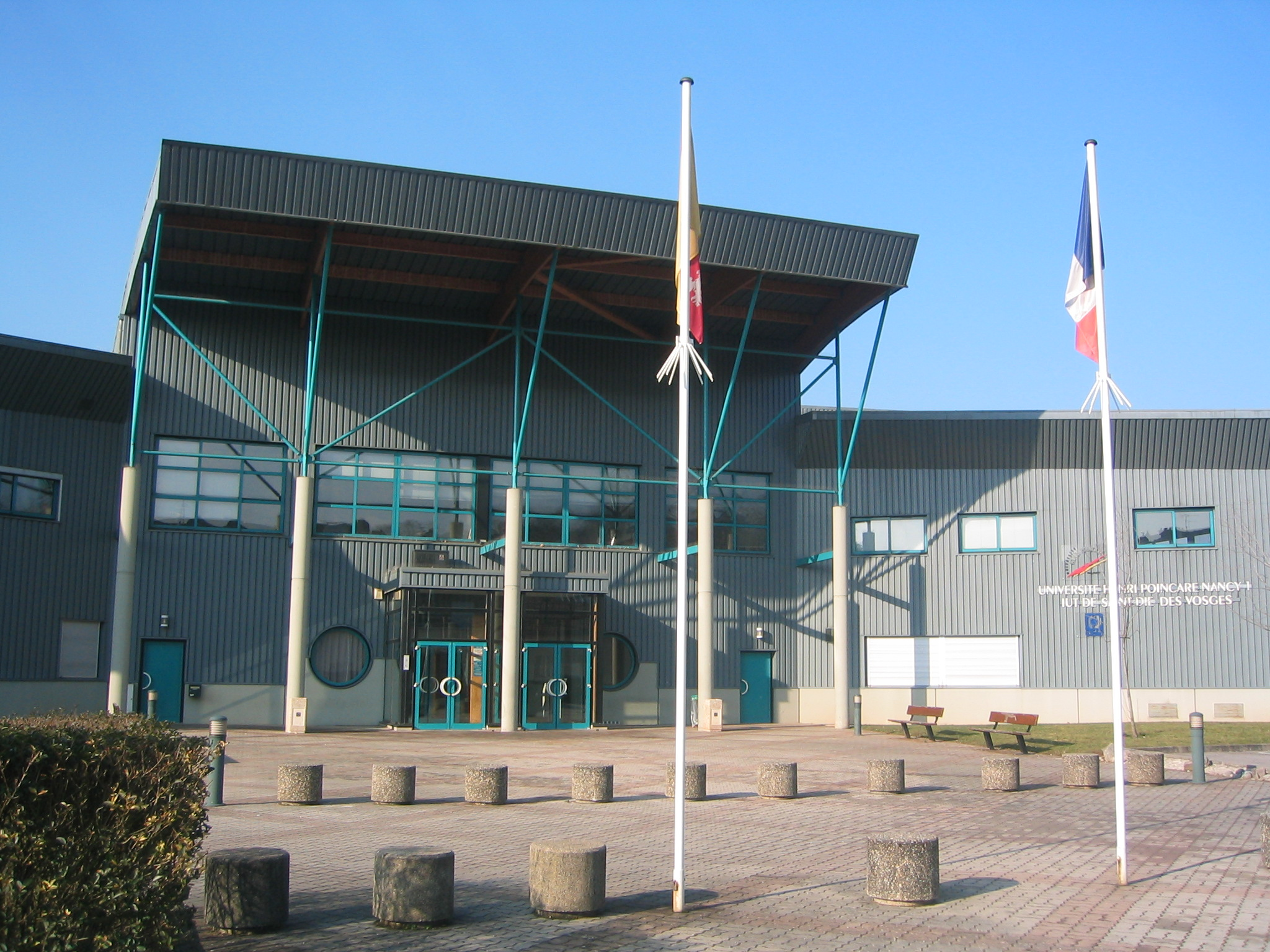
A Technológiai Intézet
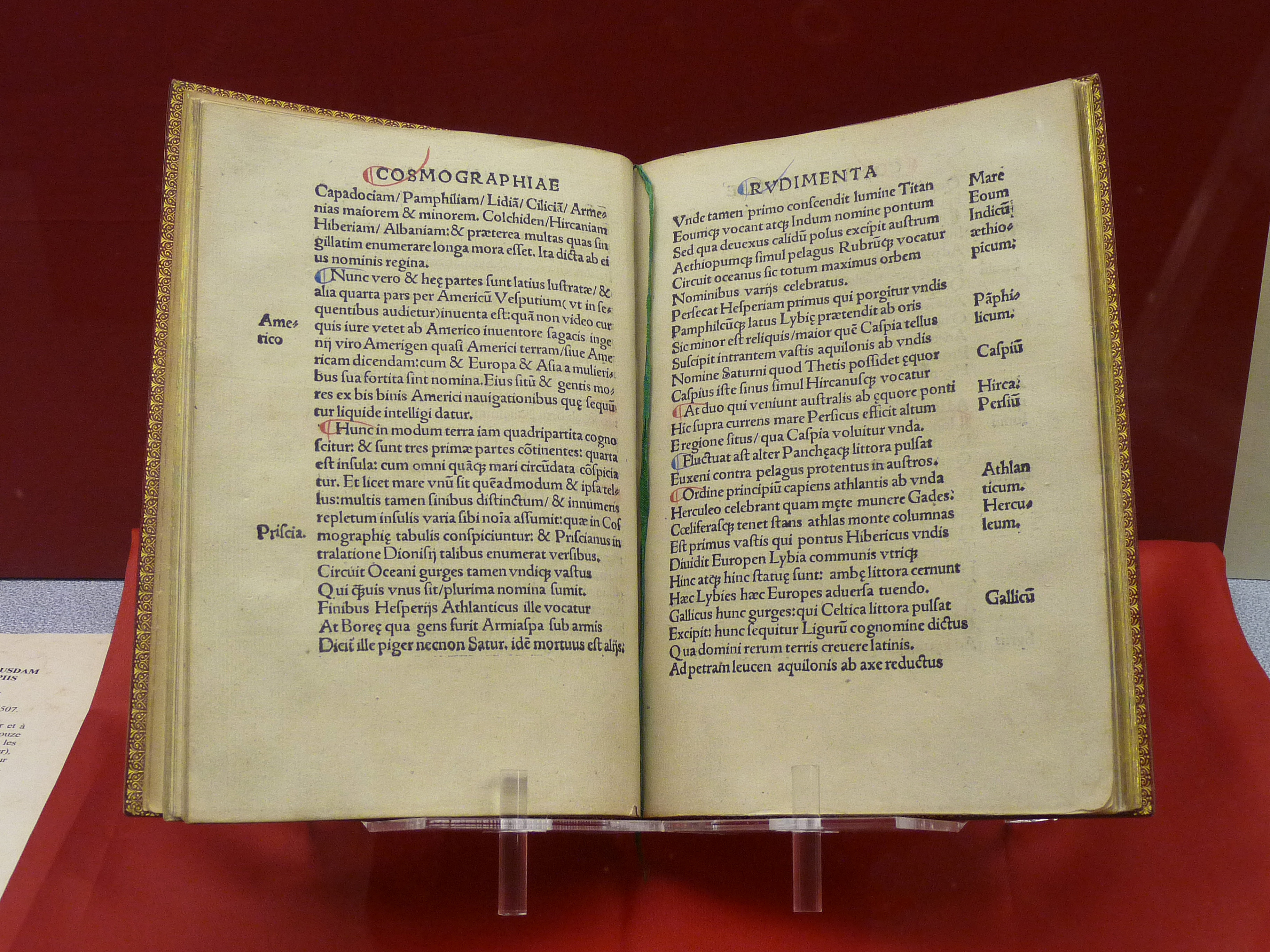
Cosmographiae Introductio
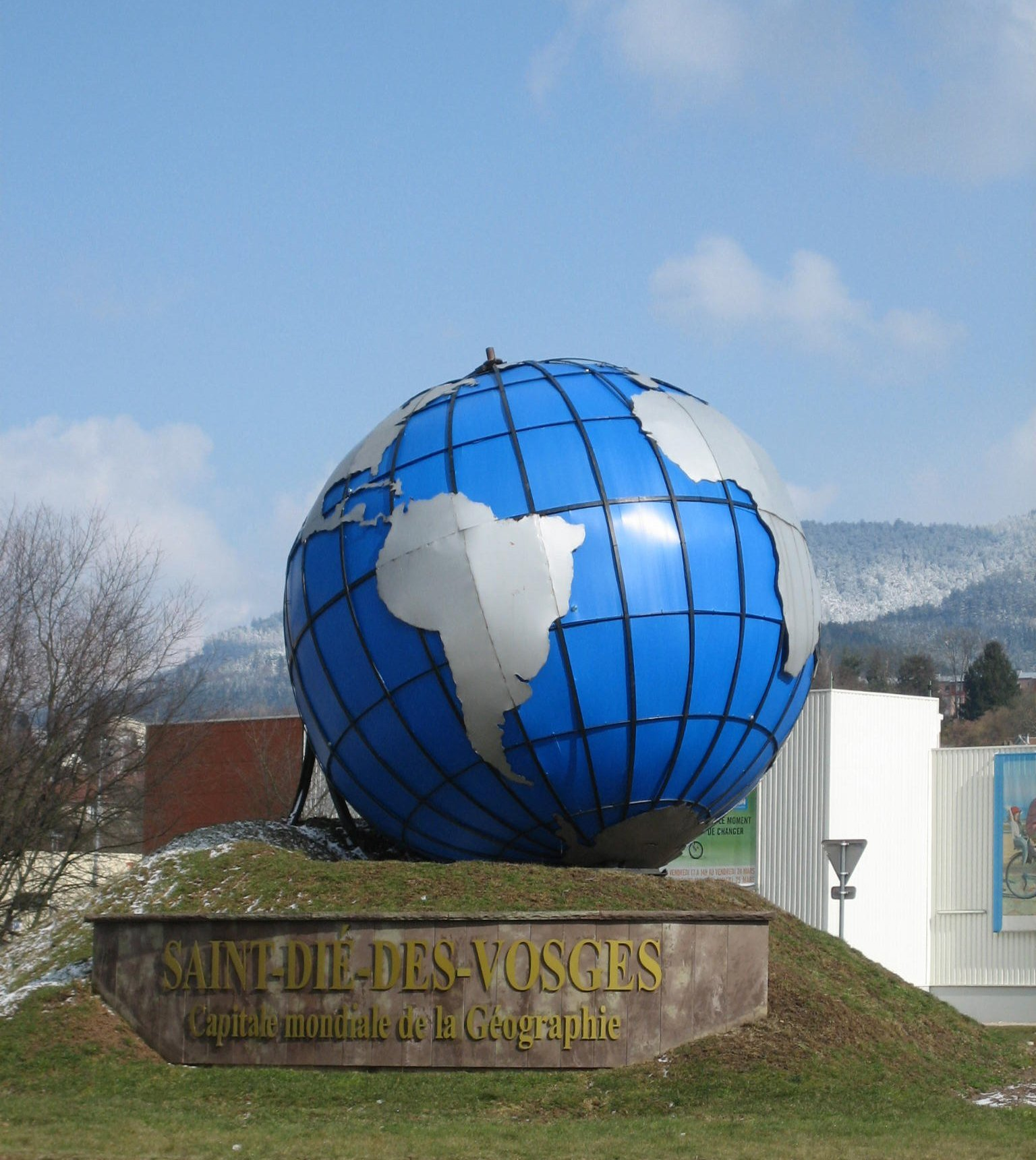
A földrajztudomány fővárosa Saint-Dié

## Testvérvárosok
- Arlon, Belgium
- Cattolica, Olaszország
- Crikvenica, Horvátország
- Friedrichshafen, Németország
- Lowell, Egyesült Államok
- Meckhe, Szenegál
- Lorraine, Kanada
- Zakopane, Lengyelország

## Külső hivatkozások
- Saint-Dié-des-Vosges honlapja (franciául)
- Institut universitaire de technologie